# Lõbembe
Lõbembe – wieś w Estonii, w prowincji Hiuma, w gminie Pühalepa.